# Hötorget
Hötorget (littéralement « la place du foin »), est une place du centre de Stockholm en Suède, dans le district de Norrmalm. Elle accueille tous les jours un marché de fruits et légumes, et est vidée tous les soirs.
Elle est délimitée par la rue commerçante Kungsgatan au nord, la maison des concerts de Stockholm qui occupe l'est de la place, un centre commercial au sud (Hötorgshallen) et un hôtel à l'ouest (Haymarket, soit « le marché du foin » en anglais, en clin d'œil au nom de la place).
Ces deux derniers bâtiments formaient à l'origine le centre commercial PUB, créé à la fin du XIXème siècle, avant que l'hôtel s'y installe un siècle plus tard.
Hötorget est également le nom de la station de métro desservant le quartier (ligne verte), et dont l'entrée est située sur Kungsgatan au rez-de-chaussée de la maison des concerts.